# Звончин
Звончин (на словашки: Zvončín) е село в окръг Търнава, Търнавски край, западна Словакия. Населението му е 1005 души.
Разположено е на 137 m надморска височина, на 8 km северозападно от град Търнава. Площта му е 8,24 km². Кмет на селото е Катарина Дудашова.